# Nemanja Đurić
Nemanja Đurić (in serbo Немања Ђурић?; Belgrado, 18 giugno 1936 – Belgrado, 7 agosto 2025) è stato un cestista e allenatore di pallacanestro jugoslavo.

## Carriera
Nella seconda metà degli anni Sessanta, fu il primo giocatore straniero a vestire i colori della Reyer Venezia.
Con la Jugoslavia disputò due edizioni dei Giochi olimpici (Roma 1960, Tokyo 1964), due dei Campionati mondiali (1963, 1967) e quattro dei Campionati europei (1959, 1961, 1963, 1965).